# Анальный эротизм
Анальный эротизм в психоанализе — чувственное удовольствие от стимуляции ануса. Зигмунд Фрейд, основатель психоанализа, предположил, что для анальной стадии психосексуального развития ребёнка характерно преобладание анального эротизма.

## Сексология
Английское руководство по сексу «Радость секса» рассказывает об эрогенной чувствительности ануса и его роли в сексуальном удовольствии. :118  Комфорт также подчеркивает важность (во французской традиции) анальной мастурбации или фингеринга перед достижением оргазма. :167

## Развитие
В 1973 году психоаналитик Д. Уинникотт говорил об «огромном удовольствии, которое возникает при совершении движения именно тогда, когда приходит импульс … ещё одна маленькая оргия, которая обогащает жизнь младенца».
Фрейд в своей статье «Характер и анальный эротизм» 1908 года утверждал, что анальный эротизм посредством формирования реакций и сублимации может в более позднем возрасте превратиться в такие черты характера, как упрямство, организованность и подлость. В 1974 году психоаналитик Шандор Ференци развил его теорию, он предположил сублимацию анального эротизма в эстетические переживания, такие как живопись и скульптура, а также в интерес к деньгам. В 1946 году психоаналитик Отто Фенихель связал анальный эротизм с чувством отвращения, с мазохизмом и порнографией.
Психоаналитик Юлия Кристева впоследствии изучит анальный эротизм в связи с её концепцией абъекции.